# Syrischer Wacholder
Der Syrische Wacholder (Juniperus drupacea) ist eine Pflanzenart, die zur Gattung der Wacholder aus der Familie der Zypressengewächse (Cupressaceae) gehört. Sie ist hauptsächlich in der östlichen Mittelmeerregion verbreitet.

## Beschreibung
Der Syrische Wacholder ist mit einiger Wahrscheinlichkeit die größte Wacholderart. Er wächst mit einem konischen Habitus und erreicht Wuchshöhen von 10 bis 20 Meter, ausnahmsweise bis zu 40 Meter. Die eher dicke, länglich-faserige Borke besitzt eine braun-graue Färbung. Die Äste entwickeln sich ausgebreitet oder auch aufsteigend. Die kleinen Endzweige haben einen dreiseitigen Umriss. Die Rinde der einjährigen Zweige ist grünlich gefärbt und die der zweijährigen Zweige zeigt eine braune Tönung. Die Zweige tragen nadelförmige Blätter, die zu dritt in Wirteln zusammengefasst sind. Die Nadeln besitzen eine Länge von bis zu 25 Millimeter, eine Breite von bis zu 3,5 oder maximal 4 Millimeter und verjüngen sich nach oben. Die Oberseite der Nadeln wird durch zwei beidseitig der grünen Mittelrippe verlaufenden weißen Stomatastreifen charakterisiert; die Unterseite zeigt sich grün und gelegentlich gräulich.
Der Syrische Wacholder ist zweihäusig getrenntgeschlechtig (diözisch). Die Samenzapfen sind die größten Zapfen der Gattung Wacholder und weisen einen Durchmesser von 1,5 bis 2,5 Zentimeter auf. Sie sind kugelförmig bis eiförmig geformt, reifen im zweiten Jahr und sind genießbar.

## Vorkommen
Der Syrische Wacholder ist in der östlichen Mittelmeerregion beheimatet. Häufigere Vorkommen gibt es im Taurusgebirge in der südlichen Türkei bis in das nördliche Syrien, im Libanon und erreicht am Hermon von Israel verwaltetes Gebiet.
In Europa besitzt der Syrische Wacholder im südöstlichen Peloponnes (Griechenland) ein isoliertes, 800 km vom Hauptareal entferntes Teilareal im Parnon-Gebirge sowie einen Fundpunkt im Taygetos-Gebirge. Weiters wird diese Art ohne nähere Angaben für die Halbinsel Krim angegeben, später aber nicht wiederholt.
Der Syrische Wacholder kommt entweder in kleinen Gruppen oder einzeln in Gruppen mit Libanon-Zeder (Cedrus libani), Kilikischer Tanne (Abies cilicica), Schwarzkiefer (Pinus nigra), Stinkendem Wacholder (Juniperus foetidissima) und Griechischem Wacholder (Juniperus excelsa) vor. Die günstigste Höhenlage für diese Art liegt zwischen 600 und 1500 Metern Meereshöhe. Sie besiedelt auch kalkhaltige Lagen erfolgreich. Als größtes Exemplar der Art und wahrscheinlich auch der Gattung wird ein Baum in der türkischen Provinz Kahramanmaraş im Taurusgebirge beschrieben. Er ist etwa 40 Meter hoch, misst 1,1 Meter im Durchmesser und wächst unter einer Gruppe gleich hoher Libanon-Zedern in 980 Metern Meereshöhe.
Juniperus drupacea wurde als Wirtspflanze von Arceuthobium oxycedri beobachtet.

## Systematik
Der Syrische Wacholder (Juniperus drupacea) wurde 1791 von Jacques Julien Houtou de Labillardière erstbeschrieben. Er ist die einzige Art der Sektion Caryocedrus Endl. Diese Sektion wurde schon als eigene Gattung Arceuthos Antoine & Kotschy von Juniperus mit der einzigen Art Arceuthos drupacea (Labill.) Antoine & Kotschy abgetrennt. Die Ergebnisse molekulargenetischer und phytochemischer Untersuchungen sprechen aber für einen Verbleib in der Gattung Juniperus.

## Nutzung

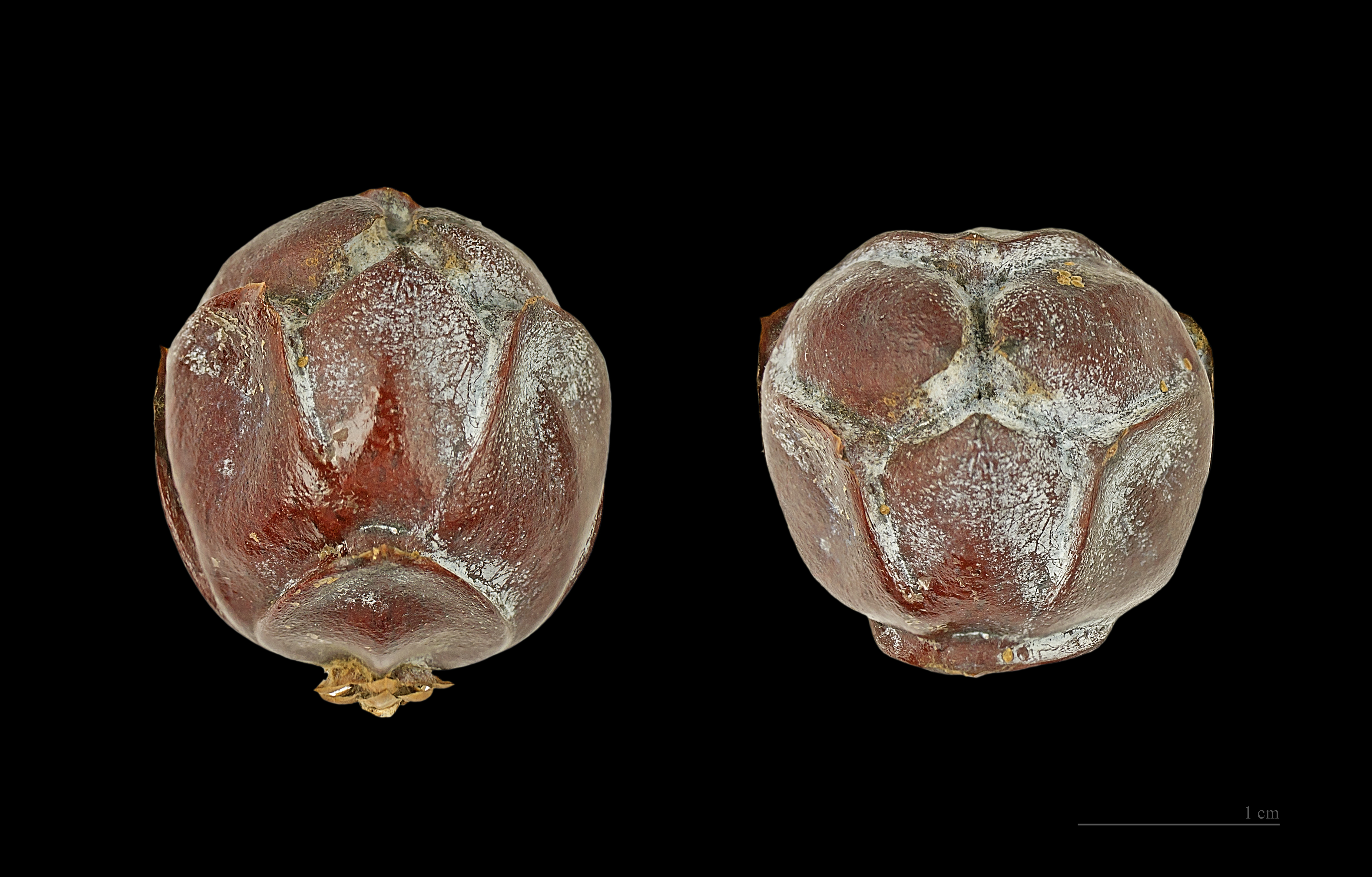
Juniperus drupacea, Zapfen

Der Syrische Wacholder wird als Rohstoff in der Zimmerei, Tischlerei und zu Heizzwecken verwendet. Des Weiteren werden die Zapfen gesammelt und als vitamin- und zuckerreiches Mus genutzt.

## Gefährdung und Schutzmaßnahmen
Der Syrische Wacholder wird durch Holzentnahme für das holzverarbeitende Gewerbe und für Heizzwecke gefährdet. Es gibt auch eine gewisse Bedrohung durch die Beweidung; das Laub ist allerdings sehr kratzig und so für den tierischen Konsum unattraktiv. Er wird in seiner Gesamtheit von der Weltnaturschutzunion IUCN zwar in der Roten Liste gefährdeter Arten geführt, jedoch als nicht gefährdet („Least Concern“) bezeichnet. Allerdings ist diese Beurteilung auf Grund veralteter Daten erfolgt. Eine neue Bewertung der Situation auf Grund aktuellerer Daten wird als notwendig angesehen.
Mit der Fauna-Flora-Habitat-Richtlinie Nr. 92/43/EWG in der aktualisierten Fassung vom 1. Januar 2007 der Europäischen Union (FFH-RL) Anhang 1 werden Schutzgebietsausweisungen für bestimmte Lebensraumtypen, denen Wacholderarten im Allgemeinen angehören, gefordert. Die isolierten Vorkommen in Griechenland fallen unter die Bestimmungen dieser Richtlinie.